# Jamski Staw
Jamski Staw (słow. Jamské pleso, niem. Jamsko-See, węg. Jamszkó-tó) – staw położony na wysokości 1447 m n.p.m., wśród wałów morenowych należących do Doliny Ważeckiej (Važecká dolina), w słowackich Tatrach Wysokich. Potężne wały morenowe stanowiące przedłużenie południowego ramienia Krywania noszą nazwę Jam i od nich pochodzi nazwa stawu. W przeszłości funkcjonowały nazwy oboczne: Jamskô pleso (1911), Kriváňske pleso (1952).
Według dawniejszych pomiarów (sprzed 1956 r.) staw miał głębokość 5 m i powierzchnię 0,5 ha. Nowsze pomiary z lat 1961–1967 wykazują, że jezioro to ma 0,69 ha i głębokość około 4,2 m. Woda jest mało przezroczysta (2,5 m).
Jamski Staw znajduje się w granicach narodowego rezerwatu przyrody Važecká dolina, a wraz z nim – na terenie słowackiego Tatrzańskiego Parku Narodowego.
W latach 1935–1943 stało tu niewielkie prywatne schronisko „Krivánska chata”, wybudowane przez taternika Gustáva Nedobrego, jednak spłonęło w lutym 1943 r. Nedobrý doprowadził do stawu także drogę samochodową i zmienił jego nazwę na Krivánske pleso, aby bardziej spopularyzować swoje schronisko. Gaj limbowy, znajdujący się w pobliżu stawu, zasadzony został na cześć słowackiego powstania narodowego przez pracowników TANAP-u.

## Szlaki turystyczne
– znakowany czerwono fragment Magistrali Tatrzańskiej prowadzi od Trzech Źródeł, przebiega obok Jamskiego Stawu i wiedzie do Szczyrbskiego Jeziora
- Czas przejścia od Trzech Źródeł do Jamskiego Stawu: 1:30 h, ↓ 1 h
- Czas przejścia od Jamskiego Stawu do Szczyrbskiego Jeziora: 1 h, ↑ 1:10 h

## Bibliografia

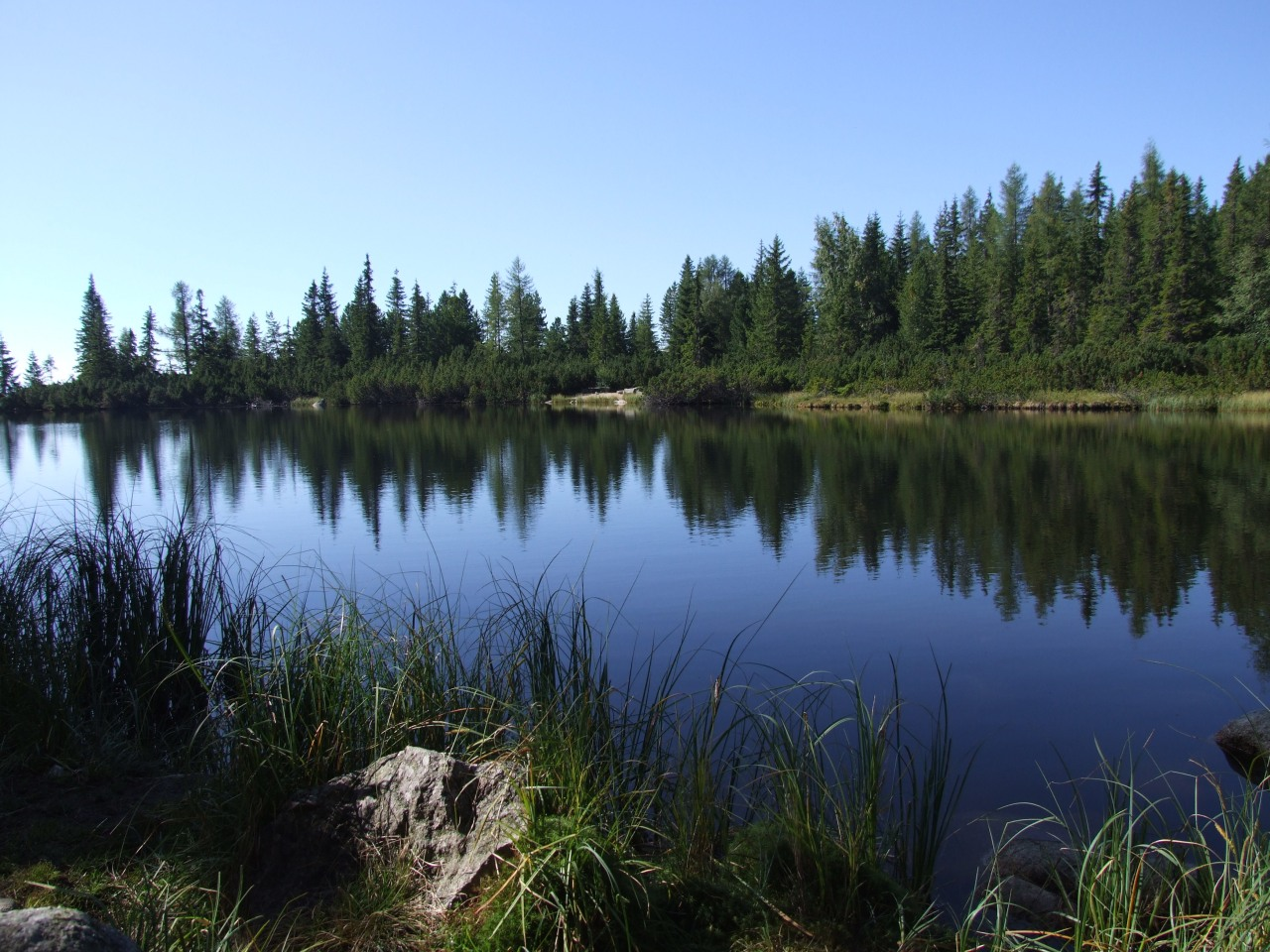
Jamski Staw